# Focke-Achgelis Fa 224
Die Focke-Achgelis Fa 224 Libelle war ein deutscher Hubschrauber des Herstellers Focke-Achgelis.

## Geschichte
Bei Kriegsausbruch 1939 hatte Focke-Achgelis zehn Maschinen vom Typ Fa 224 Libelle im Bau. Sie sollten u. a. für die Hubschrauberschulung eingesetzt werden. Nach Kriegsbeginn wurden die Arbeiten eingestellt und die Teile 1940 verschrottet.

## Konstruktion
Es war ein Projekt eines aus der Fa 61 abgeleiteten Sporthubschraubers, das durch den Ausbruch des Krieges nicht mehr zur Ausführung gelangte. Der Aufbau war grundsätzlich wie bei der Fa 61. Der Antrieb bestand jedoch aus einem Argus As 10 C mit 240 PS, der vollkommen verkleidet in der Rumpfspitze lag. Der Kühllufteintritt geschah durch einen runden Ansaugschacht. Die Rotorausleger bestanden aus breiten Profilstreben. Die Fa 61 hatte zwei nebeneinander liegende offene Sitze und ein starres verkleidetes Dreiradfahrgestell.

## Technische Daten
| Kenngröße             | Daten             |
| --------------------- | ----------------- |
| Besatzung             | 2                 |
| Rotorkreisdurchmesser | 8 m               |
| Startmasse            | 1327 kg           |
| Antrieb               | ein Argus As 10 C |
| Leistung              | 240 PS (177 kW)   |
| Höchstgeschwindigkeit | 160 km/h          |
| Steiggeschwindigkeit  | 4,0 m/s           |
| Gipfelhöhe            | 4000 m            |